# Campeonato Gaúcho de Futsal de 2008
O Campeonato Gaúcho de Futsal de 2008 foi a 42ª edição do Campeonato Gaúcho de Futsal, dividida novamente entre Série Ouro, equivalente à primeira divisão; e Série Prata, equivalente à segunda divisão.

## Série Ouro

### Final
A Série Ouro foi decidida entre as equipes do Clube Esportivo e Recreativo Atlântico, de Erechim, e a Associação Carlos Barbosa de Futsal, de Carlos Barbosa. A ACBF jogava pelo empate na prorrogação pois possuía a melhor campanha.
| 06/12/2008 | Atlântico | 2 - 3 | ACBF |  |
| 19:00      |           |       |      |  |

| 13/12/2008 | ACBF | 5 - 5 | Atlântico |  |
| 19:00      |      |       |           |  |

### Campeão
| Série Ouro 2008                    |
| Rio Grande do Sul                  |
| ---------------------------------- |
| Carlos Barbosa Campeão (6º título) |

## Série Prata
O Laboratório Tiaraju Futsal, de Santo Ângelo, sagrou-se campeão ao derrotar na final a Associação Noiva do Mar, de Rio Grande, sendo que ambas as equipes foram promovidas à Série Ouro 2009.